# برنبال

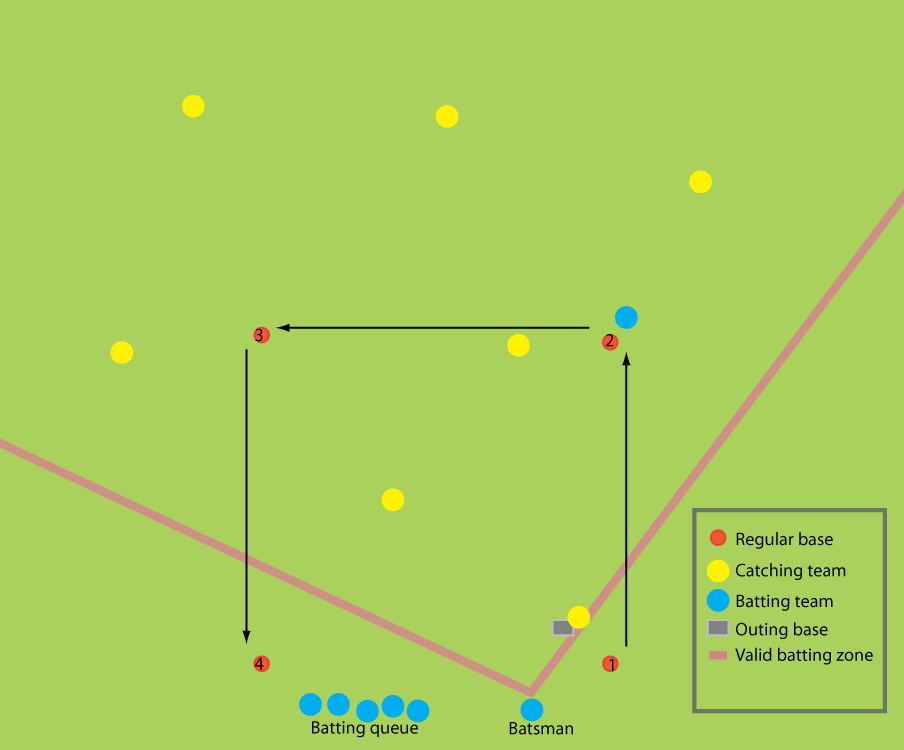
تصویری از نحوه ی بازی کردن برنبال

برنبال (به سوئدی: Brännboll) ورزشی از دسته ورزش های امن پناه می‌باشد . قوانین برنبال را می‌توان ترکیبی از قوانین ورزش‌های راندرز، بیسبال، لاپتا و پساپالو دانست. این ورزش در سطح آماتور در کشورهای سوئد، نروژ، دانمارک و آلمان برگزار می‌شود.